# ペニー・プリツカー
ペニー・スー・プリツカー（Penny Sue Pritzker、1959年5月2日 - ）は、アメリカ合衆国の実業家であり、市民団体の指導者である。バラク・オバマ大統領からアメリカ合衆国商務長官に指名され、上院の賛成多数により承認されて第38代商務長官となった。
プリツカーは、富豪一族として知られるプリツカー家の一員であり、伯父のジェイ・プリツカーから後継者3人のうちの1人に指名された。プリツカーは、PSPパートナーズ、PSPキャピタルパートナーズ、プリツカー不動産グループを創設し、アーティミス・リアルエステート・パートナーズ、インスパイアード・キャピタルズを共同で設立した。マイクロソフトの社外取締役、カーネギー国際平和基金の評議員会議長を務める。『フォーブス』誌によれば、2021年10月現在のプリツカーの純資産は推定32億ドルである。2009年、『フォーブス』誌はプリツカーを「世界で最もパワフルな女性100人」のうちの1人に選んだ。
プリツカーは、シカゴ教育委員会、シカゴ現代美術館、プリツカー・トラバート・ファミリー財団など、シカゴにある様々な組織に関与していた。プリツカーは、オバマ一家とは古くから親交があり、バラク・オバマの大統領選挙を初期から支援していた。

## 若年期と教育
イリノイ州シカゴで1959年5月2日に生まれた。父はドナルド・プリツカー、母はスー・サンデルである。プリツカーには弟が2人いる。アンソニー・プリツカー（トニー）とJ・B・プリツカーである。J・B・プリツカーはイリノイ州知事になった。
父ドナルドは兄のジェイ・プリツカーとともにカリフォルニア州の一軒のホテルを買収し、ここからハイアットホテルチェーンが始まった。一家はカリフォルニア州アサートンに転居した。幼い頃、ペニーは父とともに父が経営するホテルへ行き、女子トイレの清掃が行き届いているかを確認していた。1972年、ペニーが13歳の時に、父が心臓発作で急死した。それとともに母が鬱病を患い、ペニーは母と弟たちの面倒を見るようになった。
16歳の時、ペニーは祖父で実業家としてのプリツカー家の家祖であるエイブラム・ニコラス・プリツカーに宛てて、「なぜ家族の男たちとは仕事の話をするのに、私とはしないのか」という手紙を書いた。ペニーが一族の仕事に興味を持っていることを理解した祖父は、夏休みの間に会計の講習に通わせてくれた。
1977年にパロアルトのカスティールジャ・スクールを卒業した。ハーバード大学に進学して経済学を専攻し、1981年に卒業した。その翌年、母親が自動車の助手席から転落して死亡した。ペニーは学校へ戻り、1985年にスタンフォード大学で法務博士号(JD)と経営学修士号(MBA)を取得した。

## ビジネスでのキャリア

### 初期のキャリア
大学卒業後、親族のニコラス・J・プリツカーの勧めで家業に加わった。1987年、老人ホームの代替となる高齢者向け高級住宅「クラシック・レジデンス・バイ・ハイアット」（後にヴィ(Vi)に改称）のプロジェクトを開始した。このプロジェクトは、当初は1年半で4千万ドルの損失を出したが、マーケティングと管理手法を変えたことで黒字に転じた。1991年、ペニーの伯父で、プリツカー家の家長となっていたジェイ・プリツカーは、ペニーを、ホテル事業を除く不動産部門の責任者に命じた。ペニーはプリツカー不動産グループ(Pritzker Realty Group)を設立し、集合住宅やショッピングセンター、フロリダ州オーランドのボールドウィン・パークの開発を行った。
1991年から1994年まで、プリツカーはイリノイ州ヒンスデールに拠点を置くスーペリア銀行の会長だった。

### 一族のリーダーとその終焉
1995年、ジェイ・プリツカーが引退するに当たり、その後継者として息子のトーマス、いとこのニコラスとともにペニーを指名した。トーマスが事業の正式な責任者となり、ニコラスとペニーはそれを補佐した。この3人が共同でプリツカー家の資産を管理した。ジェイは一族の事業を継続するために、一族の資産を信託基金とし、必要な資金をそこから受け取る仕組みにした。一族の資産は主に事業の発展に使用され、また、慈善活動のためにも使われた。プリツカー家の事業は200以上、総額150億ドルに達した。
1999年にジェイが亡くなった後、ペニーら3人が一族の事業を支配していることに対して他の親族が異議を唱え、訴訟を起こした。原告の中にはペニーの弟2人も入っていた。2001年、トーマス、ニコラス、ペニーは、一族の資産を売却してその売却益を親族11人で分割し、プリツカー家共同での事業を解消することを決定した。分割には約10年かかった。2008年、マーモン・グループをバークシャー・ハサウェイに45億ドルで売却した。プリツカー不動産グループは、ペニーが1998年に共同で設立した空港駐車場管理会社のパーキング・スポットを、2011年にグリーン・コート・パートナーズに3億6千万ドルで売却した。
プリツカーは2005年からトランスユニオンの非常勤会長を務めた。2009年、デボラ・ハーモンとともに不動産投資管理会社のアーティミス・リアルエステート・パートナーズ(Artemis Real Estate Partners LLC)を設立した。2011年、投資会社のPSPキャピタルパートナーズを設立した。プリツカーは、連邦政府の仕事に就くまでに5つの会社を設立した。

## 政府と政界への関与
後にアメリカ合衆国大統領となるバラク・オバマがシカゴ大学の講師だった頃から、プリツカーはオバマ一家と親交があった。オバマの義兄（ミシェル・オバマの兄）のクレイグ・ロビンソンがコーチをしていたシカゴYMCAのバスケットボールチームにプリツカーの息子が入ったことから、プリツカーとオバマは知り合った。オバマ一家は、ミシガン湖の畔のプリツカーの別荘によく滞在していた。
プリツカーはオバマの政界でのキャリアの初期からの支援者であり、2004年の上院議員選挙の資金を援助した。2008年の大統領選挙において、当初は民主党予備選挙でヒラリー・クリントンの後を追っていたオバマを支援し、数百万ドルの資金を調達した。プリツカーはオバマ陣営の財務委員長を務めた。プリツカーの指示の下で、陣営は支持者からの小口の寄付を集め、また、ファンドレイジングを行った。
2008年の大統領選でオバマが勝利した後、プリツカーが商務長官の第1の候補であるとCNNが報じたが、実際には候補にならなかった。『シカゴ・トリビューン』紙によれば、「数十億ドルの資産を管理しているという一族に対する責務と、金融危機によりその資産が危険にさらされているため」候補から外してもらったという。
プリツカーは、オバマ大統領の雇用・競争力諮問委員会や経済回復諮問会議の委員を務めた。2012年の大統領選挙では、2008年のときほど積極的ではなかったが、オバマ陣営の全米共同議長を務めた。また、外交問題評議会の理事も務めた。

## 商務長官

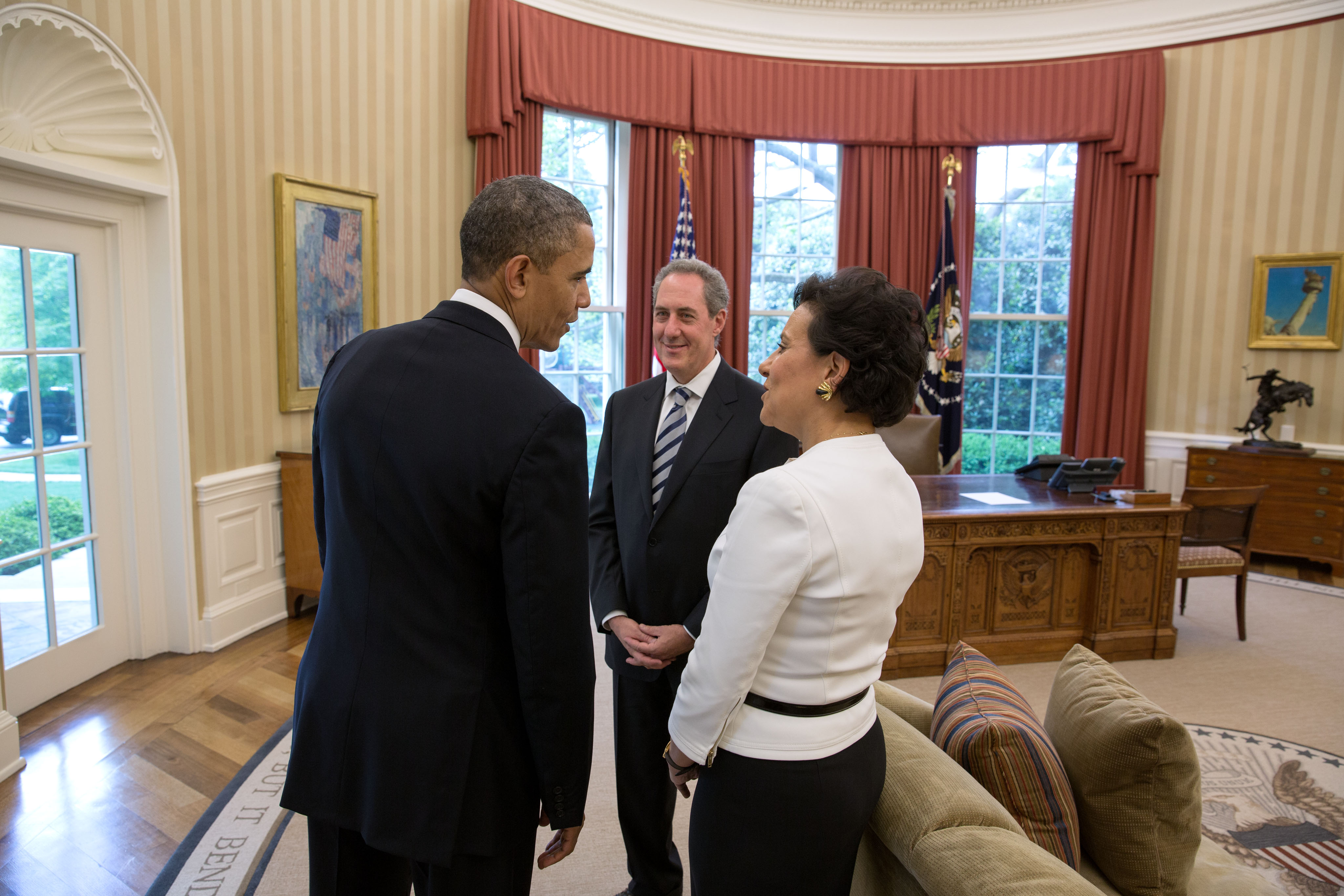
プリツカーとバラク・オバマ大統領、マイケル・フロマン通商代表（2013年5月2日、大統領執務室にて）

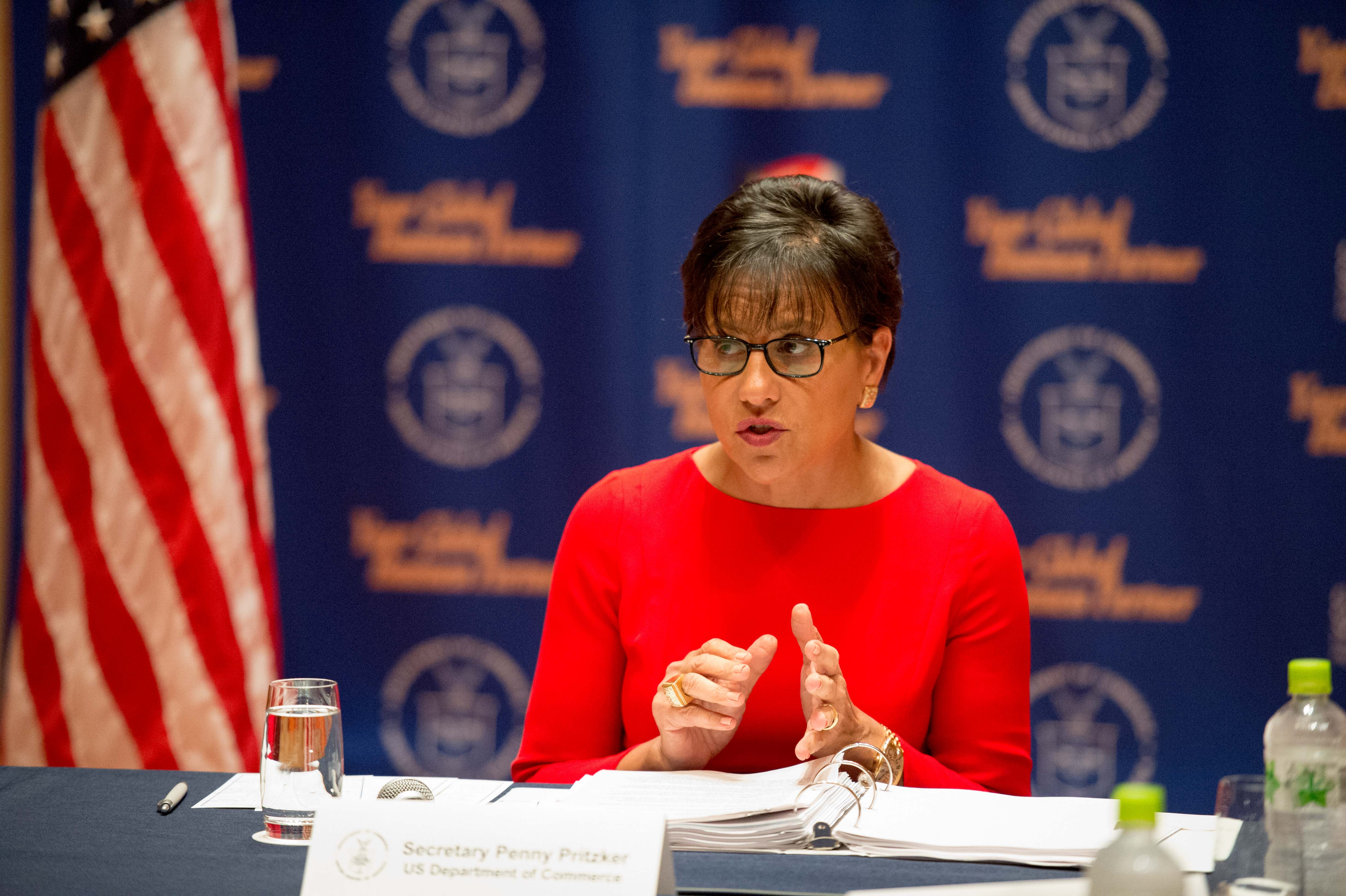
東京で世界のメディアに対し演説するプリツカー（2014年10月21日）

2013年5月2日、バラク・オバマ大統領はプリツカーを商務長官に指名した。利益相反を避けるために、プリツカーは221社以上の株式を売却し、ハイアットの取締役会やシカゴ教育委員会など158の団体の役員等を辞任することに同意した。同月23日、上院でプリツカーの長官就任承認のための公聴会が開かれ、プリツカーに関して様々な問題が取り上げられた。しかし、オバマが指名を発表したときに共和党はプリツカー家の一族の事業について批判していたが、公聴会で挙がった一族に関する質問は3件だけだった。6月25日、上院本会議でプリツカーは97対1の賛成多数で承認された。6月26日、プリツカーは長官に就任した。
プリツカーが優先したものの中に、「史上最大の地域貿易協定」である環太平洋パートナーシップ協定(TPP)があった。プリツカーは、TPPによりアメリカの企業に市場へのアクセスが提供され、アメリカが貿易の基準を決定できるとして、TPPを支持した。2016年の大統領選挙で両政党の候補がTPPに公然と反対する中で、プリツカーとオバマ内閣はTPPの議会通過を目指した。最終的に、TPPが議会を通過することはなかった。
プリツカーは、ハイテク企業のCEOや学者などからなるデジタルエコノミー諮問委員会を設置し、政策への助言を求めた。また、ハイテク産業のアメリカ国外での知的財産保護を支援するIPアタッシェ・プログラムを拡大した。さらに、商務省の優先事項を特定するための商用データ諮問委員会を設立した。商務省は、企業が計画を立てて革新を行うために必要なデータを多数提供している。プリツカーは、アメリカとヨーロッパの間で個人情報の転送を行うための法的枠組みである「EU-USプライバシー・シールド」の交渉におけるアメリカ側代表団の代表を務めた。
オバマがキューバとの関係改善を目指すと発表（キューバの雪解け）したことを受けて、プリツカーはキューバを訪問した。対キューバ禁輸措置の解除には議会の決定が必要であるため、オバマの方針転換のみによって禁輸措置が解除されるわけではないが、プリツカーはキューバの通商大臣やその他の官僚と会って、二国間関係の転換や経済的関与の土台構築に向けて話し合った。
商務長官の任期終了後は、政府の仕事を辞めて民間企業に戻った。
2023年9月14日、ジョー・バイデン大統領から新設のウクライナ経済復興担当特別代表に任命された。

## 市民活動と慈善活動
プリツカーは公教育に関与している。かつて、シカゴ教育委員会の委員やシカゴ公教育基金の会長を務めた。2002年にハーバード大学監督委員(Board of Overseers)に選出され、6年間の任期を務めた。2018年、ハーバード大学のもう1つの監督機関であるPresident and Fellowsに選出された。プリツカーはアスペン研究所のSkills for America's Future (SAF)の諮問委員会の議長を務めた。プリツカーはシカゴ現代美術館の元理事長である。
プリツカーは夫のブライアン・トラウベルトとともに、プリツカー・トラウベルト・ファミリー財団を設立した。この財団は、シカゴの若者の身体活動と経済的機会の拡大のための支援を行っている。雑草の生えたサッカー場を芝生に転換するための500万ドルの寄付や、シカゴ周辺のテニスコートの修繕のための100万ドルの寄付を行った。また、シカゴ地域の子供たちが5キロメートル走を行うための準備プログラムである「シカゴラン」を設立した。
2012年、『シカゴ』誌はプリツカーを「最もパワフルなシカゴの住人100人」の一人に選んだ。2014年3月26日、『ELLE』誌はプリツカーを「ワシントンの女性実力者」の一人に選んだ。
2018年2月、カーネギー国際平和基金の評議員会議長に選出され、5月に就任した。
2020年3月、プリツカーは弟でイリノイ州知事のJ・B・プリツカーからの要請で、COVID-19パンデミック下において非営利組織を支援する「イリノイ州COVID-19対応基金」を設立した。要請を受けてから6日後の3月24日に、2300万ドルの基金の創設が発表され、プリツカー夫妻はそのうち150万ドルを拠出した。

## 私生活
1980年代、プリツカーはハワイで開催されたアイアンマン世界選手権大会に参加した。参加に向けて6か月間トレーニングし、12時間で完走した。このほか、マラソンの完走経験もある。
プリツカーは眼科医のブライアン・トラウバート(Bryan Traubert)と結婚し、子供が2人いる。
2人の弟とは、一族の資産を巡って関係が悪化したが、その後和解した。2017年にJ・B・プリツカーがイリノイ州知事への立候補の意志を表明した時には、それを支持した。